# Първа вълна на феминизма
Първата вълна на феминизма е период на феминистка дейност и мисъл през 19 и началото на 20 век в целия Западен свят. Тя се съсредоточава върху правни въпроси – предимно върху осигуряването на избирателното право на жените. Терминът често се използва като синоним на вида феминизъм, поддържан от либералното движение за правата на жените с корени в първата вълна и с организации като Международния алианс на жените (IAW) и неговите филиали. Това феминистко движение все още се фокусира върху равенството от основно правна гледна точка.
Самият термин „първа вълна на феминизма“ е измислен от американската журналистка Марта Лиър в статията й за сп. „Ню Йорк Таймс“ през март 1968 г. „Втората вълна на феминизма: какво искат тези жени?“ (на англ. "The Second Feminist Wave: What do these women want?"). Първата вълна на феминизма се характеризира с фокус върху борбата за политическа власт на жените, за разлика от фактически неофициалните неравенства. Тя като цяло се застъпва за формално равенство, докато по-късните вълни обикновено се застъпват за материално равенство.
Метафората на вълната е добре установена, включително в академичната литература, но е критикувана за създаването на тесен възглед за освобождението на жените, който изтрива линията на активизма и се фокусира върху конкретни видими действащи лица. Терминът „първа вълна“ и в по-широк смисъл моделът на вълната са поставени под въпрос, когато се споменават женските движения в незападен контекст, тъй като периодизацията и развитието на терминологията са изцяло базирани на събитията на западния феминизъм и следователно не могат да бъдат приложени към незападни събития по точен начин. Въпреки това жените, участващи в политически активизъм за равнопоставеност на половете, моделират своите планове въз основа на исканията на западните феминистки за законни права. Това е свързано със западната първа вълна и се случва в края на 19 век, и продължава през 30-те години на 20 век във връзка с антиколониалното националистическо движение.

## Глобални терминологии
Проблемите на включването, които започват по време на първата вълна на феминисткото движение в Съединените щати и продължават през следващите вълни на феминизма, са тема на много дискусии на академично ниво. Някои учени намират вълновия модел на западния феминизъм за обезпокоителен, защото кондензира дългата история на активизма в отделни категории, които характеризират поколения активисти, вместо да признае сложната, взаимосвързана и пресечна история на правата на жените. Смята се, че това подценява борбите и постиженията на много хора и влошава разделението между маргинализираните феминистки. Спорните точки, които продължават да съществуват в съвременните дискусии за западния и глобалния феминизъм, започват с неравенството, което е отличителен белег на първата вълна на феминизма. Начинът, по който Западът е ориентиран като авторитет в глобалните феминистки дискусии, е критикуван от феминистките в Съединените щати като бел хукс заради възпроизвеждане на колониалните йерархии на дискусията, притежаване на знания и поставяне в центъра на джендър като основа на равенството. Идеята за деколонизиране на феминизма е отговор на политическата и интелектуална позиция на властта, която западният феминизъм държи. Признавайки, че има множество феминизми по света, се отговаря на тесния обхват и липсата на зачитане на междусекторните идентичности, който продължава от първата вълна на феминизма на Запад. Съществуването на множество феминизми и форми на активизъм е резултат от първата вълна на феминизма, оформена от историята на колониализма и империализма.

## Произход
Движенията за разширяване на правата на жените започват много по-рано от 20 век. В книгата си „Вторият пол“ Симон дьо Бовоар пише, че първата жена, която „хваща перото си в защита на своя пол“, е Кристина Пизанска през 15 век. Други протофеминист(к)и, работещи през 15-17 век, са Хайнрих Корнелий Агрипа фон Нетесхайм, Модерата Фонте, Ан Брадстрийт и Франсоа Пулен дьо ла Бар. Древната литература и митология като „Медея“ на Еврипид се свързват тясно с феминисткото движение и се тълкува като икона на феминизма. Античната литература играе важна роля във феминистката теория и научните изследвания. Олимпия дьо Гуж се смята за една от първите феминистки. През 1791 г. тя публикува памфлет, озаглавен „Декларация за правата на жената и гражданката“ като отговор на „Декларация за правата на човека и гражданина“.

### Мери Уолстънкрафт
Периодът, в който пише Мери Уолстънкрафт, е повлиян от Жан-Жак Русо и философията на Просвещението. Бащата на Просвещението определя идеалното демократично общество, което се основава на равенството на мъжете, където жените често са дискриминирани. Присъщото изключване на жените от дискусията е разгледано както от Уолстънкрафт, така и от нейните съвременници. Уолстънкрафт базира работата си върху идеите на Русо. Въпреки че на пръв поглед изглежда противоречиво, идеята на Уолстънкрафт е да разшири демократичното общество на Русо, но основано на равенството между половете. Тя говори смело за включването на жените в обществения начин на живот; по-конкретно, стесняване на важността на женското образование. Тя възприема термина „либерален феминизъм“ и посвещава времето си на пробиване на традиционните роли на половете.
Уолстънкрафт публикува един от първите феминистки трактати – „Защита на правата на жената“ (A Vindication of the Rights of Woman) (1792), в който се застъпва за социалното и морално равенство на половете, разширявайки работата на нейния политически памфлет от 1790 г. „Защита на правата на мъжете“ (A Vindication of the Rights of Men). Нейният по-късен незавършен роман „Мария или Греховете на жената“ (Maria, or the Wrongs of Woman) й печели значителна критика, тъй като тя обсъжда сексуалните желания на жените. Тя почива млада и нейният вдовец, философът Уилям Годуин, бързо написва мемоари за нея, които, противно на неговите намерения, унищожават репутацията й за поколения.
Уолстънкрафт се смята за „прамайката“ на британското феминистко движение и нейните идеи оформят мисленето на суфражетките, които се борят за избирателното право на жените.

## Образование
Образованието сред младите жени в Швейцария е много важно по време на движенията за избирателно право. Обучението на младите жени в обществото относно важността на самоличността и ходенето на училище е много важно за обществеността и за жените да осъзнаят какъв е техният пълен потенциал. Швейцарските движения за избирателно право вярват, че е важно младите жени да знаят, че в живота им има нещо повече от просто раждане на деца, което е много универсална мисъл и действие по време на движенията за избирателно право през 60-те и 70-те години. В оценка от 2015 г. на лорд Дейвид Уилетс той открива и заявява, че през 2013 г. процентът на студентите в Обединеното кралство е 54 процента жени и 46 процента мъже. Докато през 60-те години само 25 процента от редовните студенти в Обединеното кралство са жени. Увеличаването на жените, които ходят на училище и допринасят за образователната система, би могло да се свърже с движенията за избирателно право на жените, които имат за цел да насърчат жените да се запишат в училище за висше образование. Това право и политическа афера в крайна сметка идват след правото на жените да гласуват на политически избори, което беше предоставено през 1971 г. През 60-те години в Обединеното кралство жените обикновено са малцинство и рядкост, когато става дума за системата на висшето образование.

## Първата вълна в Европа

### Германия
Първата вълна на женското движение в Германия се организира под влиянието на революциите от 1848 г. Тя се организира за първи път в първата женска организация в Германия – Общата немска асоциация на жените (Allgemeiner Deutscher Frauenverein (ADF)), основана от Луизе Ото-Петерс и Огюст Шмид в Лайпциг през 1865 г.
Жените от средната класа търсят подобрения в социалния си статус и перспективи в обществото. Един хуманистичен стремеж сплотява жените, тъй като те искат да се идентифицират и да бъдат уважавани като пълноценни личности. Те са въвлечени в социалистическите политически борби на революцията, защото след това им е обещано пълно равенство. Дневният ред на подобренията за жените се състои от получаване на права на работа, образование, аборт, контрацепция и правото да търсят професия. Предпоставката на германския феминизъм се върти около политическото общо благо, включително социалната справедливост и семейните ценности. Натискът, който жените упражняват върху обществото, води до избирателно право на жените през 1918 г. Това създава допълнителни феминистки движения за разширяване на правата на жените.
В сравнение със Съединените щати германският феминизъм е насочен към колективното представителство и автономията на жените, докато американският феминизъм е фокусиран върху общото равенство.

### Дания
Първото женско движение е водено от Dansk Kvindesamfund („Датското женско общество“), основано през 1871 г. Лине Луплау е една от най-забележителните жени в тази епоха. Тагеа Бранд е също част от това движение и в нейна чест е създадена Tagea Brandt Rejselegat – награда за жени със значителен принос в науката, литературата или изкуството. Усилията на Dansk Kvindesamfund като водеща група жени за жените водят до съществуването на ревизираната датска конституция от 1915 г., даваща на жените право на глас и предоставяне на закони за равни възможности през 20-те години на 20 век, което повлиява на днешните законодателни мерки за предоставяне на жените на достъп до образование, работа, брачни права и други задължения.

### Финландия
В средата на 19 век Мина Кант за първи път започва да се занимава с феминистки въпроси в публичен дебат, като образованието на жените и двойните сексуални стандарти. Финландското женско движение се организира с основаването на Suomen Naisyhdistys през 1884 г., което е първата феминистка женска организация във Финландия. Това представлява първата вълна на феминизма. Suomen Naisyhdistys е разделено на Naisasialiitto Unioni (1892) и Suomalainen naisliitto (1907), а всички женски организации са обединени под шапката на организацията Naisjärjestöjen Keskusliitto през 1911 г.
На жените са предоставени основните им равни права в началото с избирателното право през 1906 г. След въвеждането на избирателното право на жените женското движение се канализира главно през женските клонове на политическите партии. Новият закон за брака от 1929 г. – Avioliittolaki най-накрая установява пълно равенство за омъжените жени и след това жените са правно равни на мъжете по закон във Финландия.

### Нидерландия
Въпреки че в Нидерландия по времето на Епохата на Просвещението идеята за равенството на жените и мъжете прогресира, от това не произтичат практически институционални мерки или законодателство. През втората половина на 19 век там възникват много инициативи на феминистки. Алета Якобс (1854–1929) поисква и получава като първата жена в Нидерландия правото да учи в университет през 1871 г., като става първата жена лекар и академик. Тя се превръща в борец през целия си живот за избирателно право на жените, равни права, контрол на раждаемостта и международен мир, пътувайки по целия свят, като напр. за Международния алианс на жените. Вилхелмина Дракер (1847–1925) е политик, плодовита писателка и мирна активистка, която се бори за гласуване и равни права чрез политически и феминистки организации, които основава. През 1917–1919 г. нейната цел за избирателно право на жените е постигната. Корнелия Рамонд-Хиршман (1871–1951) е председателка, а Селма Майер (1890–1941) е секретар на Нидерландската женска международна лига за мир и свобода (WILPF). 

### Норвегия
Първата вълна на женското движение в Норвегия се организира, когато Норвежката асоциация за правата на жените е основана през 1884 г.

### Франция
Въпросът за правата на жените се обсъжда през епохата на Просвещението и Френската революция. Известен успех е постигнат с новите права на наследяване (Loi sur l'héritage des enfants) и със Закона за развода (Loi autorisant le divorce en France).

Движение, което вкарва феминизма в игра, се случва по същото време, когато републиканската форма на управление идва да замени класическата католическа монархия. Няколко жени поемат лидерски роли, за да формират групи, разделени по финансова стабилност, религия и социален статус. Една от тези групи – Обществото на революционните републиканки (Société des Citoyennes Républicaines Révolutionnaires) успява да привлече значителен интерес в рамките на националната политическа сцена и се застъпва за равенство между половете в революционната политика. Друга такава група е Братското дружество на патриотите от двата пола (Société fraternelle des patriotes de l'un et l'autre sexe). Тези групи са подтикнати да увеличат икономическите възможности чрез организиране на срещи, писане на дневници и създаване на организации със същите средства. Въпреки това Наполеоновият кодекс от 1804 г. изкоренява напредъка, постигнат по време на революцията. Правата на жените са подкрепени от управлението на комунистическата Парижка комуна от 1870 г., но управлението на Комуната е временно.
Вестникът от 1897 г. „Фронд“ (La Fronde) е най-престижният вестник, ръководен от жени. Излиза като ежедневник в продължение на 6 години и обхваща спорни теми като работещите жени и застъпничеството за политическите права на жените.
Първата вълна на женското движение във Франция се организира, когато Асоциацията за право на жените (Association pour le Droit des Femmes) е основана от Мария Дерезм и Леон Рише през 1870 г. Тя е последвана от Френската лига за правата на жените (Ligue Française pour le Droit des Femmes) през 1882 г., която се занимава с въпроса за избирателното право на жените и се превръща във водещото общество за избирателно право успоредно на Френския съюз за избирателно право на жените (1909-1945).

### Русия
В Имперска Русия не е законно да се формират политически организации преди Революцията в Русия от 1905 г. Поради това преди това няма открито организирано движение за правата на жените подобно на това на Запад. На практика обаче през 19 век има женско движение. 
В средата на 19 век са основани няколко литературни дискусионни клуба, един от които, съоснован от  Анна Философова, Мария Трубникова и Надежда Стасова, обсъжда западната феминистка литература и се превръща в първата де факто организация за правата на жените в Русия. Кримската война излага Русия като по-малко развита от Западна Европа, което довежда до редица реформи, сред които образователните реформи и основаването на училища за момичета. Жените от руския елит де факто говорят за реформи в правата на жените чрез своите литературни клубове и благотворителни дружества. Основният им интерес са възможностите за образование и работа на жените. Женският клуб на Философова, Трубникова и Стасова успява да постигне това жените да посещават курсове в университетите, а отделните курсове за жени стават толкова популярни, че стават постоянни през 1876 г. Въпреки това, през 1876 г. на студентките е забранено да се дават степени и всички женски университети са забранени с изключение на два (курсовете на Бестужев в Санкт Петербург и курсовете на Герие в Москва).
През 1895 г. Анна Философова основава Руската женска благотворителна лига, която официално е благотворително дружество, за да се избегне забраната на политическите организации, но на практига е организация за правата на жените: Философова е избрана в Международния съвет на жените през 1899 г. Поради забраната на политическата дейност в Русия единственото, което могат да направят те, е да повишат осведомеността по феминистките проблеми.
След Руската революция от 1905 г. политическите организации са легализирани в Русия и женското движение успява да се организира под формата на Всерусийската лига за равноправие на жените, която започва кампания за избирателно право на жените същата година. Октоврийската революция от 1917 г. формално прави мъжете и жените равни в очите на закона в Съветския съюз.

### Швеция
Феминистките въпроси и ролите на половете са обсъждани в медиите и литературата през 18 век от хора като Маргарета Мома, Катарина Алгрен, Анна Мария Рюкершолд и Хедвиг Шарлота Норденфлихт, но това не води до някакво движение. Първият човек, който държи публични речи и агитира в полза на феминизма, е Софи Сагер през 1848 г., а първата организация, създадена да се занимава с женския проблем, е Svenska lärarinnors pensionsförening (Обществото за пенсионирани учителки), основана от Жозефина Деланд през 1855 г.
През 1856 г. Фредрика Бремер публикува своя прочут роман „Херта“, която предизвиква големи противоречия и предизвиква дебат, наречен „Дебат „Херта““. Двата основни въпроса са да се премахне кувертюрата за неомъжените жени и държавата да предостави на жените еквивалент на университет. И двата въпроса са изпълнени: през 1858 г. реформа дава на неомъжените жени правото да кандидатстват за законно пълнолетие чрез проста процедура, а през 1861 г. е основан Högre lärarinneseminariet като „Университет за жени“. През 1859 г. Софи Адлерспаре и Розали Оливекрона основават първото женско списание в Швеция и скандинавските страни Tidskrift för hemmet. Това е посочено като отправната точка на женското движение в Швеция.
Организираното женско движение започва през 1873 г., когато Асоциацията за права на собственост на омъжените жени е съоснована от Анна Хиерта-Рециус и Елен Анкарсвард. Основната задача на организацията е премахването на кувертюрата. През 1884 г. асоциацията „Фредрика Бремер“ е основана от Адлерспаре, за да работи за подобряване на правата на жените. Втората половина на 19 век вижда  създаването на няколко организации за правата на жените и значителна активност в рамките както на активната организация, така и на интелектуалния дебат. През 80-те г. се наблюдават т. нар. Sedlighetsdebatten, където половите роли се обсъждат в литературен дебат по отношение на двойните сексуални стандарти в противовес на сексуалното равенство. През 1902 г. най-накрая е основана Националната асоциация за избирателно право на жените .
През 1919–1921 г. най-накрая е въведено избирателното право на жените. Реформата на избирателните права на жените е последвана от Behörighetslagen от 1923 г., в която на мъжете и жените официално е дадесавен достъп до всички професии и позиции в обществото, като единствените изключения са военните и свещеническите длъжности. Последните две ограничения са премахнати през 1958 г., когато на жените е разрешено да стават свещеници, и в поредица от реформи между 1980 и 1989 г., когато всички военни професии са отворени за жени. Последните две ограничения са премахнати през 1958 г., когато на жените е разрешено да стават свещеници, и в поредица от реформи между 1980 и 1989 г., когато всички военни професии са отворени за жени.

### Швейцария
Швейцарското женско движение започва да се формира след въвеждането на конституцията от 1848 г., която изрично изключва правата и равенството на жените. Въпреки това швейцарското женско движение дълго време е възпрепятствано да бъде ефективно от разделението между френско- и немскоговорящите области, което го ограничава до местна дейност. Това разделение създава дълготрайна пречка за националното швейцарско женско движение. Въпреки това то играе важна роля в международното женско движение, когато Мари Гьог-Пушулен основава първото международно женско движение в света – Международната женска асоциация (Association Internationale des Femmes) през 1868 г.
През 1885 г. първата национална женска организация – Асоциацията на швейцарските жени (Schweizer Frauen-Verband) е основана от Елизе Хонегер. Скоро тя се разделя, но през 1888 г. първата постоянна национална женска организация най-накрая е основана в Швейцарската асоциация на жените с нестопанска цел (Schweizerischen Gemeinnützigen Frauenverein (SGF)), която се превръща в организация-чадър за швейцарското женско движение. От 1893 г. нататък местна женска организация Frauenkomitee Bern също функционира като канал между федералното правителство и швейцарските женски движения. Въпросът за избирателното право на жените в Швейцария е повдигнат от Schweizerischer Frauenvereine от 1899 г. и от Schweizerischer Verband für Frauenstimmrecht от 1909 г., които трябва да станат двете основни организации за избирателно право за мнозина в Швейцария.
Швейцарското движение за избирателно право се бори за равенство в своето общество в продължение на десетилетия до началото на 70-те години; тази вълна от феминизъм също включва избирателни права. На 31 октомври 1971 г. жените в Швейцария получават правото да гласуват на политически избори. Според Лий Ан Банашак основните причини за липсата на успех в избирателното право на жените за швейцарските жени се дължат на разликите в мобилизирането на членове в организации за избирателно право, финансовите ресурси на движенията за избирателно право, съюзите, сформирани с други политически актьори, и характеристиките на политически системи. Следователно успехът на движението за избирателни права в Швейцария е силно повлиян от ресурсите и политическите структури. „Швейцарското движение трябваше да работи в система, в която решенията се взимаха внимателно чрез конструиран консенсус и където опозиционните партии никога не отправяха предизборни предизвикателства, които да подтикнат управляващите партии към действие.“ Това обяснява как затвореният законодателен процес прави много по-трудно за активистите за избирателно право да участват или дори да проследяват избирателните права на жените. Швейцарското избирателно право също няма силни съюзници, когато дойде от борбата им за гласуване на политически избори. През 70-те години на 20 век се наблюдава повратна точка за швейцарските феминистки движения и те започват стабилно да напредват в борбата си за равенство до наши дни.

### Великобритания
Ранните феминистки реформаторки са неорганизирани и включват видни личности, пострадали като жертви на несправедливост. Това включва хора като Каролайн Нортън, чиято лична трагедия, при която тя не успява да получи развод и й е отказан достъп до тримата си сина от съпруга си, я води до живот на интензивна кампания, която успешно довежда до приемането на Закона за попечителството на децата от 1839 г. (Custody of Infants Act 1839) и въвеждането на Доктрината за крехките години (Tender years doctrine) за уреждане на попечителството над деца. Законът дава за първи път на омъжените жени право на децата си. Въпреки това, тъй като жените трябва да подадат петиция в Канцлерския съд, на практика малко жени имат финансовите средства да подадат петиция за правата си.
Първото организирано движение за английски феминизъм е Кръгът на Лангам Плейс (Langham Place Circle) от 1850 г., което включва между другото Барбара Бодишон (по баща Лий-Смит) и Беси Рейнър Паркс. Групата провежда кампании за много каузи на жените, включително подобряване на правата на жените по отношение на заетостта и образованието. Тя също така преследва имуществените права на жените чрез своя Комитет за собственост на омъжените жени. През 1854 г. Бодичон публикува своето „Кратко резюме на законите на Англия относно жените“ (Brief Summary of the Laws of England concerning Women), използвано от Асоциацията на социалните науки след създаването й през 1857 г., за да настоява за приемането на Закона за собствеността на омъжените жени от 1882 г. През 1858 г. Бодишон, Матилда Мери Хейс и Беси Рейнър Паркс създават първото феминистко британско периодично издание, English Woman's Journal с Беси Паркс главна редакторка. Списанието продължава да излиза до 1864 г. и е наследено през 1866 г. от Englishwoman's Review, редактирано до 1880 г. от Джеси Бушерет, което продължава да излиза до 1910 г. Бушерет и Аделаида Ан Проктър се присъединяват към Кръга на Лангам Плейс през 1859 г. Групата е активна до 1866 г. Също през 1859 г. Бушерет, Бодишон и Проктър създават Обществото за насърчаване на заетостта на жените (Society for Promoting the Employment of Women), за да насърчават обучението и заетостта на жените. Обществото е една от най-ранните британски женски организации и продължава да работи като регистрирана благотворителна организация Futures for Women (Бъдеще за жените). Хелън Блекбърн и Бушерет създават Лигата за защита на заетостта на жените през 1891 г., за да защитават трудовите права на жените срещу ограничителното трудово законодателство. Те също така заедно редактират „Положението на работещите жени и фабричните закони“ през 1896 г. (Condition of Working Women and the Factory Acts). В началото на 20 век заетостта на жените все още е предимно ограничена до фабричен труд и домашна работа. По време на Първата световна война повече жени намират работа извън дома. В резултат на военновременния опит на жените в работната сила Законът за полова дисквалификация (отстраняване) от 1919 г. (Sex Disqualification (Removal) Act 1919) отваря професии и държавна служба за жени и бракът вече не е законова пречка за жените, работещи извън дома.
През 1918 г. Мери Стоупс публикува много влиятелната книга Married Love („Омъжена любов“), в която се застъпва за равенството между половете в брака и значението на сексуалното желание на жените. (вносът на книгата в Съединените щати е забранен като неприличен до 1931 г.)
Законът за представителството на народа от 1918 г. (Representation of the People Act 1918) разширява правото до жени, които са навършили 30 години и те или техните съпрузи имат собственост, докато Законът за парламента (квалификация на жените) от 1918 г. (Parliament (Qualification of Women) Act 1918) дава на жените правото да заседават в парламента, въпреки че става бавно жените наистина да бъдат избрани. През 1928 г. правото е разширено за всички жени над 21 години чрез Закона за представителството на хората (Равно право) от 1928 г. (Representation of the People (Equal Franchise) Act 1928) на равна основа с мъжете.
Много писателки феминистки и активистки за правата на жените твърдят, че не се нуждаят от равенство с мъжете, а от признаване на това, от което жените се нуждаят, за да реализират своя потенциал на собствената си природа, не само в аспекта на работата, но и в обществото и домашния живот. Вирджиния Улф пише „Собствена стая“ въз основа на идеите за жените като писатели и герои в художествената литература. Улф казва, че една жена трябва да има пари и собствена стая, за да може да пише.

## Първата вълна в други страни

### Аржентина
През последното десетилетие на 19 век и първото на 20 век жените в Аржентина организират и консолидираха едно от най-сложните феминистки движения в западния свят. Тясно свързани с работническото движение, те са социалистки, анархистки, либертарианки, еманципаторки, просветителки и католички. През май 1910 г. те организират заедно Първия международен феминистки конгрес. Известни европейски, латиноамерикански и северноамерикански работници, интелектуалци, мислители и професионалисти като Мария Кюри, Емилия Пардо Базан, Елън Кий, Мария Монтесори и много други представят и обсъждат своите идеи изследователска работа и проучвания по темите за пола, политическите и гражданските права, развода, икономиката, образованието, здравеопазването и културата.

### Австралия
През 1882 г. Роуз Скот, активистка за правата на жените, започва да провежда седмични салонни срещи в дома си в Сидни. Чрез тези срещи тя става известна сред политици, съдии, филантропи, писатели и поети. През 1889 г. тя помага за основаването на Женското литературно общество, което по-късно прераства в Лигата за избирателно право на жените през 1891 г. Водещи политици, приети от Скот, включват Бернхард Уайз, Уилям Холман, Уилям Морис Хюз и Томас Бавин, които се срещат и обсъждат изготвянето на законопроекта, който в крайна сметка се превръща в Закон за ранно затваряне от 1899 г.

### Канада
Първата вълна на феминизъм в Канада става очевидна в края на 19 век и началото на 20 век. Изграждането на женски движения започва като съзнателно повишаване на осведомеността, след това се превръща в учебни групи и доведе до предприемане на действия чрез формиране на комитети. Предпоставката на движението започва около проблемите на образованието. Конкретната причина, поради която образованието е насочено като висок приоритет, е, че то може да е насочено към по-младите поколения и да промени техните основани на пола мнения. През 1865 г. директорът на държавно училище в Онтарио Егертън Райърсън е един от първите, които посочват изключването на жените от образователната система. Тъй като повече жени посещават училище през годините, те надминават процента на завършване на мъжете. През 1880 г. в Британска Колумбия 51% от завършилите гимназия са жени. Тези проценти продължават да се увеличават до 1950 г. Други причини за първото феминистко движение включват избирателното право на жените и трудовите и здравни права; по този начин феминистките стесняват своите кампании, за да се съсредоточат върху постигането на правна и политическа справедливост. Канада предприема действия в Международния съвет на жените и има специфична секция, наречена Национален съвет на жените в Канада, с нейния президент лейди Абърдийн. Жените започват да гледат извън групи като градини и музикални клубове и се гмурват в реформи, насърчаващи по-добро образование и избирателни права. Идеята е, че жените ще бъдат по-силни, ако се обединят, за да създадат единен глас.

### Китай
През 80-те и 90-те години на 19 век както мъже, така и жени китайски реформисти интелектуалци, загрижени за превръщането на Китай в модерна държава, повдигат феминистки въпроси и равенството между половете в публичен дебат; основани са училища за момичета, появяват се феминистка преса и Обществото за еманципация на краката и Tian Zu Hui, насърчаващи премахването на практиката на бинтоването на краката.
По време на Китайската република (1912–1949) настъпват много промени в живота на жените. През 1912 г. е основан Алиансът за избирателно право на жените, обединяваща организация на много местни женски организации, за да работи за включването на равните права на жените и избирателното право в конституцията на новата република след премахването на монархията и докато усилията не са успешен, той означава важен период на феминистки активизъм. Поколение от образовани и професионално нови жени се появява след включването на момичетата в държавната училищна система и след като студентките са подложени на закон в Пекинския университет през 1920 г., а в Гражданския кодекс от 1931 г. на жените са дадени равни права на наследяване, забранени са принудителните бракове и те получават правото да контролират собствените си пари и да инициират развод. Нито едно национално обединено женско движение не може да се организира, докато Китай не е обединен под ръководството на правителството на Гоминдан в Нанкин през 1928 г.; избирателното право на жените най-накрая е включено в новата конституция от 1936 г., въпреки че конституцията не е приложена до 1947 г.

### Нова Зеландия
Ранните новозеландски феминистки и суфражетки включват Мод Пембър Рийвс (родена в Австралия; по-късно живяла в Лондон), Кейт Шепард и Мери Ан Мюлер. През 1893 г. Елизабет Йейтс става кметица на Онехунга (днес предградие на Окланд) и за първи път такъв пост е заеман от жена някъде в Британската империя. Първите завършили университета са Емили Сидеберг (медик, дипломирана през 1895 г.) и Етел Бенджамин (адвокатка, дипломирана през 1897 г.). Законът за практикуващите адвокати е приет през 1896 г. и Бенджамин е приет като адвокат и адвокат във Върховния съд на Нова Зеландия през 1897 г. .

### Южна Корея
Движението на корейските жени започва през 1890 г. с основаването на феминистката организация Chanyang-hoe, последвано от редица други групи, фокусирани основно върху образованието на жените и премахването на сегрегацията по пол и други дискриминационни практики.
Когато Корея става японска колония през 1910 г., женските асоциации са забранени от японците и много жени вместо това се включват в ъндърграунд съпротивителните групи като Yosong Aeguk Tongji-hoe (Патриотично женско общество) и Taehan Aeguk Buin-hoe (Корейско патриотично женско общество). Като резултат ролята на жените в обьеството започва да се променя.
След края на войната и разделянето на Корея през 1945 г. движението на корейските жени е разделено. В Северна Корея цялото женско движение е насочено към Корейския демократичен съюз на жените; в Южна Корея женското движение се обединява под Корейския национален съвет на жените през 1959 г., който през 1973 г. организира женската група в Pan-Women's Society за преразглеждане на семейния закон за преразглеждане на дискриминационния семеен закон от 1957 г., кауза, която остава основен фокус до края на 20 век и не води до голяма реформа до 1991 г.

### САЩ
Началото на първата вълна на феминизма в САЩ традиционно се отбелязва от Конгреса в Сенека Фолс през 1848 г. Това събитие обаче е овластено от жените, които стават все по-политически активни през годините, водещи до 1848 г., чрез Движението на аболиционистите и Движението за умереност, и гласовете на активистките започват да се чуват. Някои от тези ранни активистки включват Соуджърнър Трут, Елизабет Блекуел, Джейн Адамс и Дороти Дей. Първата вълна на феминизма е предимно водена от бели жени от средната класа и едва през втората вълна на феминизма цветнокожите жени започват да развиват своя глас. Терминът „феминизъм“ е създаден като политическа илюстрирана идеология в този период. Феминизмът се появява от речта за реформа и корекция на демокрацията, основана на равни условия.
До началото на 19 век от белите жени в Колониална Америка се очаква социално да останат затворени в дома си и техните имуществени и политически права са силно ограничени и контролирани от брака. Социалните очаквания преди и след Американската революция не насърчават жените да бъдат политически активни или да търсят формално образование. От жените също се очаква да предадат и учат децата си на християнски ценности. По този начин въздействието на алкохола върху много мъже след Гражданската война се превръща не само в морална мотивация за жените да станат активни в Движението за умереност, но и в начин за упражняване на контрол върху финансите и собствеността. Общности от жени в църквите се събират и се обединяват извън дома за каузата. Най-директното и въздействащо движение на феминизма от първата вълна е Аболиционисткото движение. Чернокожите мъже и жени се борят за права по време и преди движението. Белите жени започват да се идентифицират с борбата за права и се включват в премахването на робството.
Джудит Сарджънт Мъри публикува ранното и влиятелно есе „За равенството на половете“ (On the Equality of the Sexes) през 1790 г., като обвинява лошите стандарти в образованието на жените като корена на проблемите на жените. Въпреки това скандалите около личния живот на съвременничките й от Англия Катрин Маколи и Мери Уолстънкрафт тласкат феминисткото авторство в частната кореспонденция от 90-те г. на 18 век до първите десетилетия на 19 век. Феминистките есета от Джон Нийл в Blackwood's Magazine и The Yankee през 20-те години на 18 век запълват интелектуалната празнина между Мъри и лидерите на Конгреса в Сенека Фолс от 1848 г., който обикновено се смята за началото на първата вълна на феминизма. Като мъж писател, изолиран от много често срещани форми на атаки срещу жените феминистки мислители, застъпничеството на Нийл е от решаващо значение за връщането на феминизма обратно в американския мейнстрийм.
„Жената през 19 век“ (Woman in the Nineteenth Century) от Маргарет Фулър се смята за първата голяма феминистка творба в Съединените щати и често се сравнява със „Защита на правата на жената“ на Мери Уолстънкрафт. Изтъкнати лидери на феминисткото движение в Съединените щати включват Лукриша Мот, Елизабет Кейди Стантън, Луси Стоун и Сюзан Б. Антъни. Антъни и други активисти като Виктория Удхъл и Матилда Джослин Гейдж правят опити да гласуват преди законното им право да го направят, за което много от тях  са повдигнати обвинения. Други важни лидерки включват няколко жени, които се противопоставят на закона, за да бъдат чути гласовете им (Сара и Анджелина Гримке), в допълнение към други активистки като Кари Чапман Кат, Алис Пол, Соуджърнър Трут, Айда Б. Уелс, Маргарет Сангър и Луси Бърнс.
Първата вълна на феминизма включва широк кръг жени, някои принадлежащи към консервативни християнски групи (като Франсис Уилард и Женския християнски умерен съюз), други като Матилда Джослин Гейдж от Националната асоциация за избирателно право на жените (NWSA), наподобяващи радикализма на много на феминизма от втората вълна. Създаването на тези организации е пряк резултат от Второто голямо пробуждане – религиозно движение в началото на 19 век, което вдъхновява жените реформаторки в Съединените щати.
По-голямата част от феминистките от първата вълна са по-умерени и консервативни, отколкото радикални или революционни - като членовете на Американската асоциация за избирателно право на жените (AWSA) те са готови да работят в рамките на политическата система и разбираха влиянието на присъединяването към симпатични мъже на власт за насърчаване на каузата на избирателното право. Ограниченото членство на NWSA е тясно фокусирано върху получаването на федерална поправка за избирателното право на жените, докато AWSA, с десет пъти повече членове, работи за получаване на избирателно право на ниво щат по щат като необходим предшественик на федералното избирателно право. NWSA има широки цели, надявайки се да постигне по-равна социална роля за жените, но AWSA е наясно с разделящия характер на много от тези цели и вместо това избира да се съсредоточи единствено върху избирателното право. NWSA е известна с по-агресивни тактики (като пикетиране и гладни стачки), докато AWSA използва по-традиционни стратегии като лобиране, изнасяне на речи, прилагане на политически натиск и събиране на подписи за петиции.
По време на първата вълна има забележителна връзка между Аболиционисткото движение и Движението за правата на жените. Фредерик Дъглас е силно ангажиран и в двете движения и вярва, че е от съществено значение и двете да работят заедно, за да постигнат истинско равенство по отношение на раса и пол. Дадени са различни разкази за участието на афро-американски жени в движението за избирателно право на жените. В интервю от 1974 г. Алис Пол отбелязва, че е направен компромис между южните групи първо да маршируват белите жени, след това мъжете и след това афро-американските жени. В друг разказ на Националната асоция за напредък на цветнокожите (NAACP) трудностите при сегрегацията на жените довеждат до това афро-американските жени да маршируват със съответните си щати безпрепятствено. Сред тях е Айда Б. Уелс-Барнет, която марширува с делегацията на Илинойс.
Краят на първата вълна често се свързва с приемането на Деветнадесетата поправка към конституцията на Съединените щати през 1920 г., която дава на жените право на глас. Това е голямата победа на движението, коетава включва и реформи във висшето образование, на работното място и професиите и в здравеопазването. Жените започват да служат в училищните настоятелства и местните органи и броят им продължава да нараства. През този период също така повече жени получават достъп до висше образование. През 1910 г. жените посещават много водещи медицински училища, а през 1915 г. Американската медицинска асоциация започва да приема жени за членове. Законът за брачните дела от 1923 г. дава на жените право на същите основания за развод като мъжете. Първата вълна феминистки, за разлика от втората вълна, се фокусира много малко върху темите за абортите, контрола на раждаемостта и цялостните репродуктивни права на жените. Въпреки че никога не се е омъжвала, Антъни публикува възгледите си за брака, като твърди, че на жената трябва да бъде позволено да откаже секс със съпруга си; по това време американката няма правна защита срещу изнасилване от съпруга си.
Увеличаването на безработицата по време на Голямата депресия, която започва през 20-те години на 20 век, засяга първо жените, а когато мъжете също губят работата си, семействата се натоварват допълнително. Много жени са служили във въоръжените сили по време на Втората световна война, когато около 300 000 американски жени служат във флота и армията, изпълнявайки длъжности като секретарки, машинописки и медицински сестри.

#### Бял феминизъм

##### Империализъм
Безпокойството в Съединените щати от моралната дегенерация и изкушението на американските мъже във Филипините вдъхновява участието на жените в политиката на колониалното правителство. Статия, публикувана във в. „Вашингтон Поуст“ през 1900 г., описва Филипините като среда, в която сравнително разрешителните концепции за морал карат белите мъже да загубят всички представи за правилно и грешно. Казано е, че белите мъже „опозоряват службите, на които са били назначени“ и че въпреки че са напуснали домовете си „с досиета, които са безукорни“, те са „изродени от условията на новото си съществуване“. Далеч от социалния натиск, наложен от тяхната общност, те не притежават силата на морален характер или принципи, необходими за поддържане на социалната дисциплина. Белите жени феминистки, в този исторически контекст, утвърждават своето превъзходство над белите мъже и цветнокожите жени. Те са критикувани от съвременни цветнокожи писателки като Валери Еймъс и Пратибха Пармар.

##### Неравенство
В контекста на първата вълна има две различни битки за равните права на белите и чернокожите женив САЩ. Белите жени се борят за равни права с белите мъже в обществото. Те искат да коригират несъответствието в образованието, професионалните, имуществените, икономическите и избирателните права. Те също се борят за контрол на раждаемостта и свобода на абортите. Черните жени, от друга страна, се сблъскват както с расизъм, така и със сексизъм, допринасяйки за трудната борба за черните феминистки. Докато белите жени не могат да гласуват, черните жени и мъже не могат да гласуват. Мери Гарет, която основава група, състояща се от стотици чернокожи жени в Ню Орлиънс, казва, че черните жени се стремят към образование и защита. Вярно е, че „черните жени във висшето образование са изолирани, недостатъчно използвани и често деморализирани“ и те се борят заедно срещу това. Те се борят срещу „експлоатацията от белите хора“ и искат да „водят добродетелен и трудолюбив живот“. Чернокожите жени също се борят за своите съпрузи, семейства и цялостно равенство и свобода на своите граждански права. Расизмът ограничава белите и черните жени да се събират, за да се борят за обща обществена трансформация.
Първата вълна на феминизма в САЩ не описва приноса на черните жени в същата степен като белите жени. Активисти, включително Сюзън Б. Антъни и други феминистки лидерки, проповядват за равенство между половете; те обаче пренебрегват равенството по редица други въпроси, включително расата. Това позволява на белите жени да получат власт и равенство спрямо белите мъже, докато социалното несъответствие между белите и черните жени се увеличава. Изключването подпомага нарастващото разпространение на превъзходството на бялото, по-специално белия феминизъм, като същевременно активно пренебрегва сериозността на въздействието, което черните феминистки оказват върху движението.
Сюзан Б. Антъни и Елизабет Кейди Стантън са аболиционистки, но не се застъпват за всеобщо избирателно право. Те не искат черноножите мъже да получат правото да гласуват пред белите жени. Националната американска асоциация за избирателно право на жените е създадена, за да се разграничи от застъпничеството за чернокожите мъже да гласуват. Петнадесетата поправка на Конституцията на САЩ гласи, че на никой не трябва да се отказва правото да гласува въз основа на расатаа. Антъни и Стантън се противопоставят на приемането на поправката, освен ако не е придружена от Шестнадесета поправка, която да гарантира избирателно право на жените. В противен случай, казват те, това ще създаде „полова аристокрация“, като даде конституционен авторитет на убеждението, че мъжете са по-висши от жените. Новото предложение за тази поправка е наречено Поправката на Антъни.  Стантън веднъж казва, че разрешаването на чернокожите мъже да гласуват преди жените „създава антагонизъм между чернокожите мъже и всички жени, който ще доведе до страховити възмущения върху женствеността“. Тя заявява че ще „отреже дясната ми ръка, преди да работя или да поискам бюлетината за негъра, а не за жената“. Мери Чърч Теръл възкликва през 1904 г., че „Мои сестри от господстващата раса, застъпете се не само за потиснатия пол, но и за потисната раса!“. Националната американска асоциация за избирателно право на жени поддържа неравенствата между чернокожите и белите жени и също така ограничава способността им да дават асвоя принос.
Сюзън Б. Антъни и Фредерик Дъглас заедно създават Американската асоциация за равни права, застъпвайки се за равенството между пол и джендър. През 1848 г. Дъглас е помолен да говори от Антъни на конгрес в Сенека Фолс, Ню Йорк. Дъглас е активен поддръжник. По-късно на Дъглас не е позволено да присъства на конгрес на NAWSA в Атланта, Джорджия. Антъни възкликва: „Не исках да го подлагам на унижение и не исках нищо да пречи на привличането на южните бели жени в нашата асоциация за избирателно право, след като интересът им бе събуден“. Дъглас се противопоставя на факта, че Кейди и Антъни изключително не подкрепят правото на глас на чернокожите. Белите жени оправдават расизма за сметка на чернокожите жени, ако това означав да се възползват и да подкрепят повече движението за избирателно право на белите.

##### Институционален расизъм
Не само поради личен расизъм чернокожите жени са изключени от феминистките движенияː институционалният расизъм попречва на много жени да имат алчна дума и позиция. Важно е да се вземе предвид историята на труда на чернокожите жени в икономическата, социалната и политическата история на САЩ и кога се ориентира ролята на черните жени в първата вълна на феминизма, защото тази история показва напълно различно преживяване между чернокожите и белите жени. Чернокожите американци, независимо от пола, се сблъскват с насилствена история на потисничество, която експлоатира, малтретира и комерсиализира тялото за труд като съществен аспект от ранното развитие и успех на икономиката на Съединените щати. Чернокожите жени са от съществено значение за поддържането на масовия труд на поробените хора, защото те могат да имат деца, които по-късно също стават обект на принудителен труд. Това уникално свързва чернокожите жени с основата на икономическия успех на Съединените щати. По този начин чернокожите жени са изправени пред потисничество въз основа на класа, раса, както и пол, което означава, че тяхното взаимодействие с правните, социални, политически, образователни и икономически институции, които феминизмът има за цел да промени, е различно от това как белите жени взаимодействат със същите тези системи. Целта на първата вълна на феминизма е главно да разрешава правни въпроси, главно да осигури права на глас, отчита само нуждите на белите жени от висшата класа. Феминизмът от първата вълна изцяло имитира расовата йерархия, която поддържа динамиката на властта, която експлоатира черните жени и напълно отчуждава чернокожите жени от феминисткото движение. Националната американска асоциация за избирателно право на жените, създадена от Сюзън Б. Антъни и Елизабет Кейди Стантън, не кани чернокожи жени да присъстват на определени срещи, изключвайки ги напълно. Феминистките и избирателните конвенции на жените, проведени в южните щати, където чернокожите жени са доминиращ процент от населението, са сегрегирани.
Институционалният расизъм изключва чернокожите жени в Марша до Вашингтон през 1913 г. Те са помолени да маршируват отделно, заедно, в задната част на парада. Те са принудени да отсъстват, което може да се види в липсата на снимки и медии на черни жени, маршируващи на парада. Белите жени не искат чернокожите жени да бъдат свързани с тяхното движение, защото вярват, че белите жени ще се отделят от интегрирана група и ще създадат сегрегирана, по-мощна.

##### Соуджърнър Трут – „Не съм ли жена?“
Въпреки че участват и допринасят много за всички феминистки движения, чернокожите жени рядко са признати. Мери Маклауд Бетюн казва, че светът не е в състояние да приеме целия принос на чернокожите жени. Сюзан Б. Антъни и Елизабет Кейди Стантън заедно пишат „История на избирателното право на жените“, публикувана през 1881 г. Книгата не успява да даде адекватно признание на чернокожите жени, които са еднакво отговорни за промяната в историята на Съединените щати.
Черннокожата Соуджърнър Трут става влиятелна защитничка на движението за правата на жените. През 1851 г. тя произнася речта си „Не съм ли жена“ ("Ain't I a Woman?") на конгреса за правата на жените в Акрън, Охайо. В този момент чернокожите жени започват да стават овластени и настоятелни, говорейки открито за непропорционалните неравенства. Трут говори за това как тя и други жени са способни да работят колкото мъжете, след като имат тринадесет деца. Тази речше един от начините, по които белите и чернокожите жени се сближават да работят за борба за едно и също нещо. Речта първоначално е документирана от Мариус Робинсън, неин добър приятел, който присъства на конгреса за правата на жените. Трут изразява мислите си относно гражданските права на жените.  В речта тя казва: „Ако цветнокожите мъже получат правата си, а не цветнокожите жени своите, виждате, че цветнокожите мъже ще бъдат господари на жените и това ще бъде също толкова лошо, колкото бе преди.“  Нейните речи насочват вниманието към движението за чернокожите жени, но също и за белите. Въпреки че личният живот продължава да бъде разделен, феминистките коалиции се интегрират. Две отделни причини подпомогат интеграцията във феминисткото движение. Пола Гидингс написва, че двете битки срещу расизма и сексизма не могат да бъдат разделени. Герда Лернер пише, че чернокожите жени демонстрират, че също са напълно способни да се борят и да създават промяна за равенство. 